# Richard Corboz
Pour les articles homonymes, voir Corboz.
Richard Corboz, né le 28 avril 1887 à Romont et mort le 16 juillet 1965 à La Tour-de-Peilz, est une personnalité politique suisse, membre du Parti radical-démocratique.

## Sources
- Georges Andrey, John Clerc, Jean-Pierre Dorand et Nicolas Gex, Le Conseil d’État fribourgeois : 1848-2011 : son histoire, son organisation, ses membres, Fribourg, Éditions La Sarine, 2012, 143 p. (ISBN 978-2-88355-153-4), p. 78 et 79
- Bulletin du Grand Conseil, tract électoral en faveur de la "liste populaire" en 1936,
- Jean-Marc Purro, « Corboz, Richard » dans le Dictionnaire historique de la Suisse en ligne, version du 3 mars 1998.